# Glypta plana
Glypta plana là một loài tò vò trong họ Ichneumonidae.